# 柴田猛
柴田 猛（しばた たけし、1944年8月11日 - ）は、和歌山県和歌山市出身の元プロ野球選手（外野手、捕手）・コーチ・監督。

## 経歴

### プロ入り前
向陽高校では2年次の1961年、県予選を勝ち抜いて春季近畿大会に出場。準決勝で浪商と対戦するが、尾崎行雄の控え投手であった藤崎正雄（近大－日本新薬）に抑えられて敗退。同年の夏の甲子園県予選でも準決勝に進出するが、後に本大会で準優勝の成績を残す桐蔭高に敗退。

### プロ入り後
卒業後の1963年、南海ホークスにテスト生として入団。当初は持ち前の俊足を生かすべく外野手として起用されるが、2年目の1964年に捕手へ転向し、1966年6月5日の近鉄戦（日生）に偵察で一軍初出場。
当時は野村克也が全盛期であり、柴田は高橋博士・元田昌義と共に野村の控え捕手であったが、野村からの信頼が厚かった。柴田の出場機会はほとんど無かったため、球団には毎年他球団へのトレードを志願していた。
二軍ではウエスタン・リーグで3割台を何度も記録し、打撃ベストテンに何度もランクイン。肩もキャッチングも良かったが、三浦清弘のナックルを捕れずに額に当てたこともあった。
1969年10月18日の東映戦（後楽園）で初スタメン出場を果たし、先発の泉嘉郎を完投勝利に導いたほか、柴田自身もプロ初打点を記録。
野村が選手兼任監督に就任した1970年からはブロックサインの解読を担当し、球界関係者から「サイン盗みの男」と呼ばれる。他球団から恐れられただけでなく、野村も一目を置く存在となる。
同年3月8日、阪神とのオープン戦（甲子園）に先発出場。1回裏二死無走者の場面で藤田平がワンバウンドの球を三振するが、柴田は藤田にタッチすることを怠りベンチに引き揚げてしまう。藤田は無人のグラウンドを一周して生還したため、振り逃げ本塁打となった。評論家の青田昇は日刊スポーツのコラム『アウト!セーフ!』で「野球人として欠陥車」と批判している。
同月にはサンフランシスコ・ジャイアンツが来日して日米野球が開催されているが、同25日の第6戦（大阪）に8番・捕手で先発出場。皆川睦雄・村上雅則・種部儀康・上田卓三をリードしたほか、自身も安打と打点を記録してチームの勝利と日本の4勝目に貢献。
開幕後は4月12日のロッテ戦（東京）でプロ初安打を放ち、1971年には4月29日のロッテ戦（大阪）でプロ初盗塁、7月25日の阪急戦（大阪）で初二塁打を記録。
1973年からはコーチ補佐を兼任し、その年のリーグ優勝に貢献。
1974年には右肘を故障した野村に代わり50試合に先発マスクを被り、66試合に出場するが、自身もファウルチップを右手に受ける大怪我をして戦線離脱。同僚の江本孟紀は「この時の怪我がなければ、ノムさんは正捕手の座を柴田さんに譲り、監督専任になっていただろう」と語っている。江本がある日の試合で柴田とバッテリーを組んで勝利投手になった際に「柴田さんのリードのおかげです」と記者に答えると、野村に「なんやあのインタビューは！」と怒られている。同年5月5日のロッテ戦（大阪）では水谷則博から12年目のプロ初本塁打を放っているが、翌6日が新聞休刊日で記事にならなかった。
1975年からは選手専任となったが、1976年に広島東洋カープへ金銭トレードで移籍。古葉竹識監督は柴田の能力を「野村監督のもとで、インサイドワークなどをよく勉強し、コーチ補佐も経験している。ゲームの流れをよく掌握して投手のリードをする」と評価しており、コーチとして南海から広島に復帰した1973年オフ、当時の森永勝也監督に柴田の獲得を進言して失敗していた。この時は南海に蹴られたが、今度はあっさりトレードが成立した形となった。プロ入り14年目とベテランの域に達していたが、13年間で僅か195試合と出場機会が恵まなかったことについて、柴田は「年数こそたっているが、使いべりしていない。新人のつもりでやりますよ」と良い方に解釈してトレーニングに取り込んだ。水沼四郎・道原裕幸の2人をカバーするのが主な役割であり、古葉も「まあ見ていてください。いいものを持っていますよ。彼には2割5分以上打てとかノルマは課しません。投手をひっぱってくれればいい」とした。柴田もやる気満々で同年シーズンを迎えたが、肩と肘はボロボロの状態であった。4月10日の巨人戦（後楽園）に水沼の2番手で移籍後初出場を果たし、翌11日の試合では小林繁から移籍後初安打を放つが、結局この一本が広島在籍時唯一の安打で最後の安打となった。10月10日の中日戦（ナゴヤ）に三輪悟の代打で起用されたのが最後の出場となり、1977年からはコーチを兼任。最初は選手が思いのまま動いてくれず、何度も挫折感を味わったが、球場と自宅を行き来する生活で勉強。特に読書は少年野球の本に始まり、100冊近くも目を通した。
若手投手のアドバイザーとしてほぼコーチ専任となり、1978年限りで現役を引退。

### 引退後
引退後は各球団で手腕を振るい、野村譲りのデータ分析で実力を発揮。「クセ盗みの名人」と言われ、相手チームへの独特の観察眼と洞察力を持つ人物として知られるようになる。
広島で一軍ブルペンコーチ（1979年 - 1980年）を務め、2年連続リーグ優勝・日本一に貢献。偵察した近鉄-阪急のプレーオフでは選手の癖、打球のコースなどを真剣な表情で見守り、西本幸雄監督のサインは全て見破った。
1979年には8月の9連戦の真ん中に当たる15日の中日戦（ナゴヤ）で、龍憲一コーチと共に、開幕から不調で敗戦処理に甘んじていた金田留広の先発起用を古葉に進言。古葉の指名を「最後のチャンス」と受け止めてマウンドに上がった金田は移籍後初の先発で、41日ぶりの登板であった。ノーサインで水沼四郎からの返球を捕っては投げ、ポンポンと、テンポよく投げることで打者に考える隙を与えず、5回を3安打1点に抑えた。得意な打撃でも、先制点の足掛かりとなる二塁打と貴重な追加点となる本塁打を放つ独り舞台で、危機にあったチームを救い、「10勝の価値がある」と古葉に言わせた。
在任中は相手投手の投球フォームを撮影して癖を見つけて攻略、読唇術を用いてマウンド上やベンチでの会話から作戦を読むほか、古葉の作戦をサインで伝達する役目を担うなどカープ躍進の影の立役者と評価された 。江夏豊は、古葉の指示を受けた柴田が、配球のサインを出していたことが気になっていた。また、心理面を突く野球も研究し、特に外国人選手に対しては生まれ育った境遇や信仰する宗教、待遇、性格まで多角的に分析して戦略の参考とした。読唇術は南海時代に野村の呼びかけで研究し、高畠導宏も習得している。。
広島退団後はドン・ブレイザー監督に口説き落とされ、古巣・南海に一軍バッテリーコーチ（1981年）として復帰するが、前述の手法がブレイザーら外国人スタッフの間で不評を買う。投手交代を巡ってバーニー・シュルツ一軍投手コーチと意見対立してベンチ内であわや乱闘という事件まで起こし、僅か1年で辞任。
辞任後は阪急・上田利治監督が「是非ともウチに迎えたい」と早速アプローチすると、すかさず前年まで在籍していた広島も名乗りを上げた。阪急か広島の選択に悩んでいた柴田に広島の球団上層部の一部に一軍コーチ復帰に反対する声がある事が伝わったのと、球界の不文律として翌年の同一リーグ球団への横滑りは無しとされていたため阪急移籍は叶わなかった。その間隙を突いた阪神に1982年、一軍バッテリーコーチとして移籍するが、同年には島野育夫一軍守備・走塁コーチと共に横浜スタジアム審判集団暴行事件を起こす。8月31日の大洋戦（横浜）で、石橋貢の捕球に対する判定を巡って島野と共に審判に暴行し、無抵抗状態の審判を殴り蹴り続けた。この暴行は映像がテレビ神奈川「TVKハイアップナイター」で流れ、永久追放を求める声も出た。翌9月1日に鈴木龍二セ・リーグ会長は無期限出場停止と制裁金10万円の処分を下すが、小津正次郎球団社長は謹慎処分とするも、「家で酒飲むよりは…」と練習参加可能とし疑問の声があがった。1982年4月27日の巨人戦（甲子園）でも8回表に巨人無死一塁で江川卓が犠打、打球を処理した藤田が一塁へ投げるもセーフとなり、阪神は江川の守備妨害と審判に猛抗議するが試合は0-3で敗れ、試合終了後に柴田は島野と共に谷村友一塁審をベンチ裏で見つけ首を絞めている。
謹慎期間中は会見の申し入れを遠回しに拒否し、有り余る程の時間の多くの大半は読書で、野球の技術書や名選手達の伝記が主であった。
時には高野山に籠って座禅を組んだほか、週に4、5日は自宅近くの神社に参拝。規則正しい生活をすることも謹慎のうちと考え、午前2時前後に就寝し、6時半の起床を守り通し、出来るだけ多く子供と話す機会を作った。
12月16日には球団管理部付職員として改めて契約し、「ビデオ係」として、球場内のビデオルームで昨シーズン中に撮り溜めて置いたフィルムの整理・管理するのが主な仕事であった。
1983年1月14日に自宅謹慎3ヶ月処分が明けると、若手の自主トレが始まった甲子園に姿を見せた。久々に公の場に現れた柴田はグラウンドに入る予定はなかったが、小津が「久しぶりだからちょっとグラウンドを歩いてみるか?」と若手選手らの前に導き騒動となっている。自宅謹慎3ヶ月はあくまでも阪神球団が科したペナルティであってセ・リーグの「無期限出場停止」処分は未だに解かれておらず、これに下田武三コミッショナーは「オフの期間中に監督やコーチが選手に接触して指導する事は禁じられている。ましてや球団職員とはいえ出場停止処分中の人間が選手と接触するなんて論外」と不快感を表し、球団職員も「直接コミッショナーから聞いた訳ではないので発言のニュアンスが今一つ分からないが、球場に出入りする事すらダメだとすると今後2人の処遇をどうすれば良いのか…」と困惑した。
3月24日に一軍バッテリーコーチとして現場復帰を果たし、復帰後は木戸克彦を時に鉄拳制裁も与えるほど厳しく指導。木戸が二軍の試合で投手が打たれた後にベンチへ戻ると、柴田は鬼の形相で待っていたため、そのままトイレに駆け込み、柴田の怒りが収まるのを待つことが常套手段となっていた。木戸は「100％の準備をするために球場には一番早く来る。」「どんな場面でも最高と最低を同時に考える。」など、柴田からいくつもの教訓を学んだ。1984年には一軍作戦コーチを務めたが、同年退任。
阪神退団後は古巣・南海に戻り、一軍バッテリーコーチ（1985年 - 1986年）・二軍監督（1987年 - 1988年）を務めた。二軍監督1期目には肘痛を抱えて捕手としてのスローイングに支障をきたしていた西山秀二を遊撃手として起用したが、西山には捕手としての礎となるリードのいろはを教えた。西山も中日コーチ時代に電話で助言を貰うなど信頼し、後に柴田を恩師と語っている。
南海退団後はオリックス二軍バッテリーコーチ（1989年 - 1990年）→ダイエー二軍監督（1991年 - 1992年）を経て、野村に請われてヤクルトに入団し、代表付調査役ファームディレクター（1993年）→一軍バッテリーコーチ（1994年 - 1995年）を務めた。野村とは南海時代以来の師弟コンビを組み、1995年には2年ぶり3度目のリーグ優勝と2度目の日本一に貢献。古田敦也の負傷による代役に抜擢された野口寿浩が野村から日に日に厳しいぼやきを受けた際には、「いいモノを持っているんです。今は一軍で最初の壁にブチ当たっているんですよ。古田と比べたら可哀想。長い目で優しく見守ってあげてくださいよ」と庇った。
元来、関西での活動を希望し、ヤクルトを倒すことで評価を上げたいという野望も持ち、1996年には藤田の招聘で阪神一軍チーフ兼バッテリーコーチに就任。試合中は決断のほとんどを下し、選手からは監督と呼ばれていた。シーズン途中には解任された藤田の代わりに監督代行としてチームを率い、9月13日の横浜戦（横浜）から指揮し、新庄剛志を4番に据えた。後任の監督人事では、阪神OBではなかったため候補にすらならなかった。
阪神退団後は台湾CPBL・兄弟守備コーチ（1997年）→中日調査部員（1998年 - 1999年）を経て、巨人球団本部運営部特別嘱託スタッフ（2000年 - 2005年）を務め、2000年と2002年のリーグ優勝と日本一に貢献。巨人時代は「巨人スコアラーの知恵袋」とも言われ、2004年には長嶋茂雄監督からの要請を受けて、アテネオリンピック日本代表チーフスコアラー（戦略アドバイザー）に就任し、銅メダル獲得に貢献。組織委員会から出されていた身分証は「チーフスコアラー」としてであったが、あくまで表向きで、日本野球機構での、柴田の正式な役職はスコアラーではなく戦略アドバイザーであった。チーム付きスコアラーにはヤクルトの安田猛スコアラーが就任し、2003年のアジア最終予選を前に柴田と安田は韓国と台湾に飛んで、両チームの代表選手のデータ収集に奔走した。一方、キューバ代表に関しては、五輪本大会を前にした7月13、14日に日本で行われた日本代表との壮行試合2試合と、社会人などを相手にした練習試合にも全試合に同行してデータ収集を行って本大会に臨んでいた。その一方でオーストラリア代表のデータは収集できず、コーチ陣はほとんど手探りで攻略するしかない状態であった。高木豊守備・走塁コーチは「はっきり言って僕はスコアラーの怠慢だと思いますよ」と指弾し、柴田に「もっとデータはないんですか」と聞いたところ、メンバー表のような紙が1枚来ただけであった。一方の安田も会場に入れる人数制限もあり、五輪の本大会の途中から合流しており、全試合を観ていなかった。柴田もオーストラリアの試合を観たのはアテネに入ってからであり、高木に「それだけで責任を持って相手チームの話もできないし、ああだこうだと情報を与えられませんよ」と反論している。
巨人退団後の2006年には台湾CPBL・中信ヘッド兼打撃コーチを務めた。

## 詳細情報

### 年度別打撃成績
| 年 度      | 球 団      | 試 合 | 打 席 | 打 数 | 得 点 | 安 打 | 二 塁 打 | 三 塁 打 | 本 塁 打 | 塁 打 | 打 点 | 盗 塁 | 盗 塁 死 | 犠 打 | 犠 飛 | 四 球 | 敬 遠 | 死 球 | 三 振 | 併 殺 打 | 打 率 | 出 塁 率 | 長 打 率 | O P S |
| ---------- | ---------- | ----- | ----- | ----- | ----- | ----- | -------- | -------- | -------- | ----- | ----- | ----- | -------- | ----- | ----- | ----- | ----- | ----- | ----- | -------- | ----- | -------- | -------- | ----- |
| 1966       | 南海       | 7     | 0     | 0     | 0     | 0     | 0        | 0        | 0        | 0     | 0     | 0     | 0        | 0     | 0     | 0     | 0     | 0     | 0     | 0        | ----  | ----     | ----     | ----  |
| 1967       | 南海       | 17    | 2     | 2     | 0     | 0     | 0        | 0        | 0        | 0     | 0     | 0     | 0        | 0     | 0     | 0     | 0     | 0     | 1     | 0        | .000  | .000     | .000     | .000  |
| 1968       | 南海       | 1     | 0     | 0     | 0     | 0     | 0        | 0        | 0        | 0     | 0     | 0     | 0        | 0     | 0     | 0     | 0     | 0     | 0     | 0        | ----  | ----     | ----     | ----  |
| 1969       | 南海       | 8     | 11    | 11    | 0     | 0     | 0        | 0        | 0        | 0     | 1     | 0     | 0        | 0     | 0     | 0     | 0     | 0     | 3     | 0        | .000  | .000     | .000     | .000  |
| 1970       | 南海       | 11    | 5     | 4     | 3     | 2     | 0        | 0        | 0        | 2     | 2     | 0     | 0        | 0     | 0     | 0     | 0     | 1     | 0     | 0        | .500  | .600     | .500     | 1.100 |
| 1971       | 南海       | 33    | 29    | 27    | 3     | 6     | 1        | 0        | 0        | 7     | 2     | 2     | 0        | 0     | 0     | 2     | 0     | 0     | 5     | 1        | .222  | .276     | .259     | .535  |
| 1972       | 南海       | 21    | 8     | 8     | 1     | 2     | 0        | 0        | 0        | 2     | 0     | 1     | 0        | 0     | 0     | 0     | 0     | 0     | 1     | 0        | .250  | .250     | .250     | .500  |
| 1973       | 南海       | 12    | 9     | 7     | 1     | 3     | 2        | 0        | 0        | 5     | 2     | 0     | 0        | 0     | 0     | 1     | 0     | 1     | 1     | 0        | .429  | .556     | .714     | 1.270 |
| 1974       | 南海       | 66    | 154   | 133   | 10    | 29    | 7        | 0        | 1        | 39    | 15    | 0     | 0        | 3     | 1     | 14    | 2     | 3     | 17    | 3        | .218  | .305     | .293     | .598  |
| 1975       | 南海       | 19    | 8     | 7     | 1     | 2     | 0        | 0        | 0        | 2     | 2     | 0     | 0        | 0     | 0     | 0     | 0     | 1     | 1     | 0        | .286  | .375     | .286     | .661  |
| 1976       | 広島       | 14    | 11    | 10    | 0     | 1     | 0        | 0        | 0        | 1     | 0     | 0     | 0        | 0     | 0     | 0     | 0     | 1     | 2     | 1        | .100  | .182     | .100     | .282  |
| 通算：11年 | 通算：11年 | 209   | 237   | 209   | 19    | 45    | 10       | 0        | 1        | 58    | 24    | 3     | 0        | 3     | 1     | 17    | 2     | 7     | 31    | 5        | .215  | .295     | .278     | .612  |

### 監督通算成績
- 13試合 6勝7敗、勝率.462

### 背番号
- 65 （1963年 - 1966年、2006年）
- 45 （1967年 - 1975年）
- 23 （1976年）
- 61 （1977年 - 1980年）
- 74 （1981年）
- 87 （1982年 - 1984年）
- 72 （1985年 - 1986年、1991年 - 1992年）
- 81 （1987年 - 1988年）
- 63 （1989年 - 1990年）
- 71 （1994年 - 1997年）